# John Fogerty
Pour les articles homonymes, voir Fogerty.
John Fogerty, né le 28 mai 1945 à Berkeley (Californie), est un auteur-compositeur-interprète et guitariste américain, connu pour son travail avec le groupe Creedence Clearwater Revival.

## Biographie
John Fogerty, troisième enfant d'une famille de cinq garçons, nait à Berkeley (Californie) et grandit ensuite à El Cerrito un peu plus au nord, où John étudie le piano et reçoit sa première guitare à l'âge de 12 ans. Il joue de la musique avec le bassiste Stu Cook et le percussionniste Doug Clifford, tous camarades du collège El Cerrito Junior High School, et futurs fondateurs de Creedence Clearwater Revival, Tom Fogerty, frère ainé de John, rejoignant ensuite le groupe. Sous le nom de Blue Velvets et reprenant les standards des pionniers du rock and roll, ils animent les bals à Berkeley vers 1959.
En 1964, le quatuor signe un contrat avec Fantasy Records à San Francisco, et la compagnie donne au groupe le nom "The Golliwogs". Ils sortent des 45 tours, dont Brown-Eyed Girl en 1965. En 1967, le groupe se donne un nouveau nom : Creedence Clearwater Revival et rencontre le succès. Alors que certaines compositions originelles de John Fogerty apparaissent sur les albums du groupe, les reprises de leurs débuts (comme Susie Q de Dale Hawkins et I Put a Spell on You de Screamin' Jay Hawkins) sont les plus populaires. L'album Bayou Country contient beaucoup de compositions originales de Fogerty et le groupe atteint la notoriété aux États-Unis. Il figure au Top 40 de la radio pendant deux ans, et le groupe participe au festival de Woodstock. Avec la sortie de leur 5e album Cosmo's Factory Creedence Clearwater Revival atteint le sommet de sa popularité. Juste après le début des années 1970, Tom Fogerty quitte le groupe, invoquant des problèmes avec les autres membres. Le groupe joue en trio pendant un an puis se dissout en 1972. Immédiatement après la dissolution du groupe, John Fogerty présente un album solo intitulé The Blue Ridge Rangers, album de bluegrass dans lequel John joue de tous les instruments lui-même. Deux chansons, Jambalaya (On the Bayou) (une reprise de Hank Williams) et Hearts of Stone, figurent au Top 40. Trois ans plus tard, John Fogerty enregistre un 33 tours intitulé John Fogerty qui n'a pas de succès. Il annule un enregistrement pour Asylum Records. Il se consacre à sa famille dans une ferme en Oregon pendant 10 ans. Après cette période il produit un album appelé Centerfield, qui contient des chansons assez simples. Parmi ces chansons, certaines, comme The Old Man Down the Road, Rock and Roll Girls et Centerfield sont des succès.
Dans les années suivant la dissolution de Creedence Clearwater Revival, John Fogerty refuse de chanter des chansons du groupe en public. Cependant, en 1987 à Washington D.C. il en joue huit lors d'un concert pour les anciens combattants de la guerre du Vietnam. Il participe aussi chaque année à la cérémonie annuelle du Rock and Roll Hall of Fame. En 1993, Creedence Clearwater Revival y est récompensé mais Fogerty refuse de jouer avec les autres membres du groupe.
En 1997 Fogerty présente l'album Blue Moon Swamp, sur lequel il a travaillé quatre ans. L'album remporte un prix Grammy, et le single Southern Streamline est classé 67e au C&W Chart. Après la sortie de l'album, Fogerty fait une tournée aux États-Unis, où il interprète enfin des chansons de Creedence Clearwater Revival, dont Proud Mary et Fortunate Son, ainsi que des chansons originales. Peu après, Fogerty publie un album live intitulé Premonition.

## Discographie

### Albums studio[3]
- 1973 - The Blue Ridge Rangers
- 1975 - John Fogerty
- 1985 - Centerfield
- 1986 - Eye of the Zombie
- 1997 - Blue Moon Swamp
- 2004 - Deja Vu All Over Again
- 2007 - Revival
- 2009 - The Blue Ridge Rangers Rides Again
- 2013 - Wrote a Song for Everyone
- 2020 - Fogerty's Factory

### Albums live
- 1998 - Premonition
- 2006 - The Long Road Home - In Concert
- 2017 - Live On Air (sous le nom John Fogerty, Jerry Garcia & Friends)
- 2019 - 50 Year Trip: Live at Red Rocks

### Compilations
- 2005 - The Long Road Home
- 2007 - The Best of the Songs of John Fogerty

### Autre
- Hoodoo - album studio enregistré en 1976 resté inédit.